# Дібрівка (Уманський район)
Ді́брівка — село в Україні, у Монастирищенській міській громаді Уманського району Черкаської області. Розташоване на правому березі річки Терлиця (притока Сороки) за 9 км на південний захід від міста Монастирище. Населення становить 237 осіб.

## Галерея

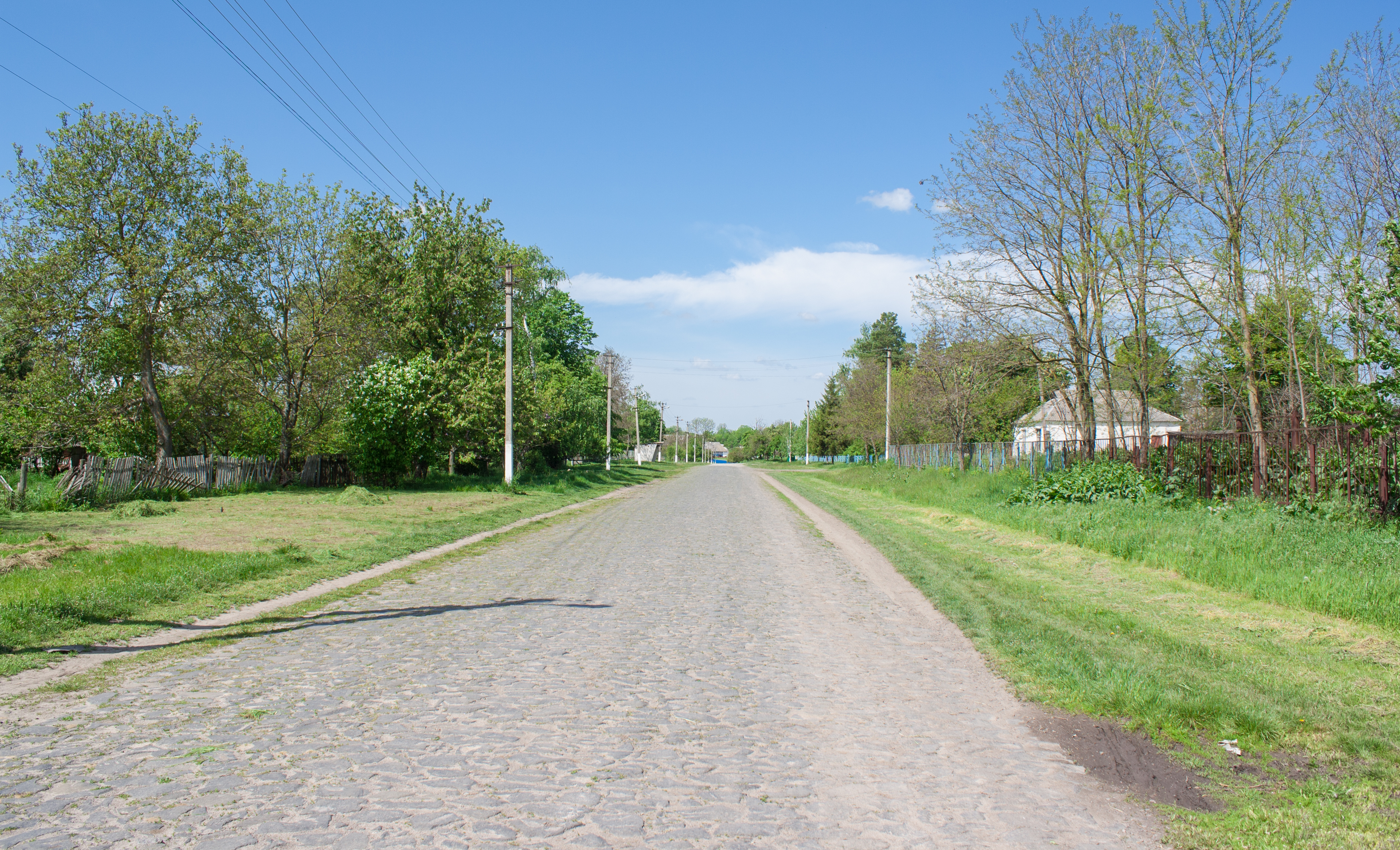
Вулиця Шевченка
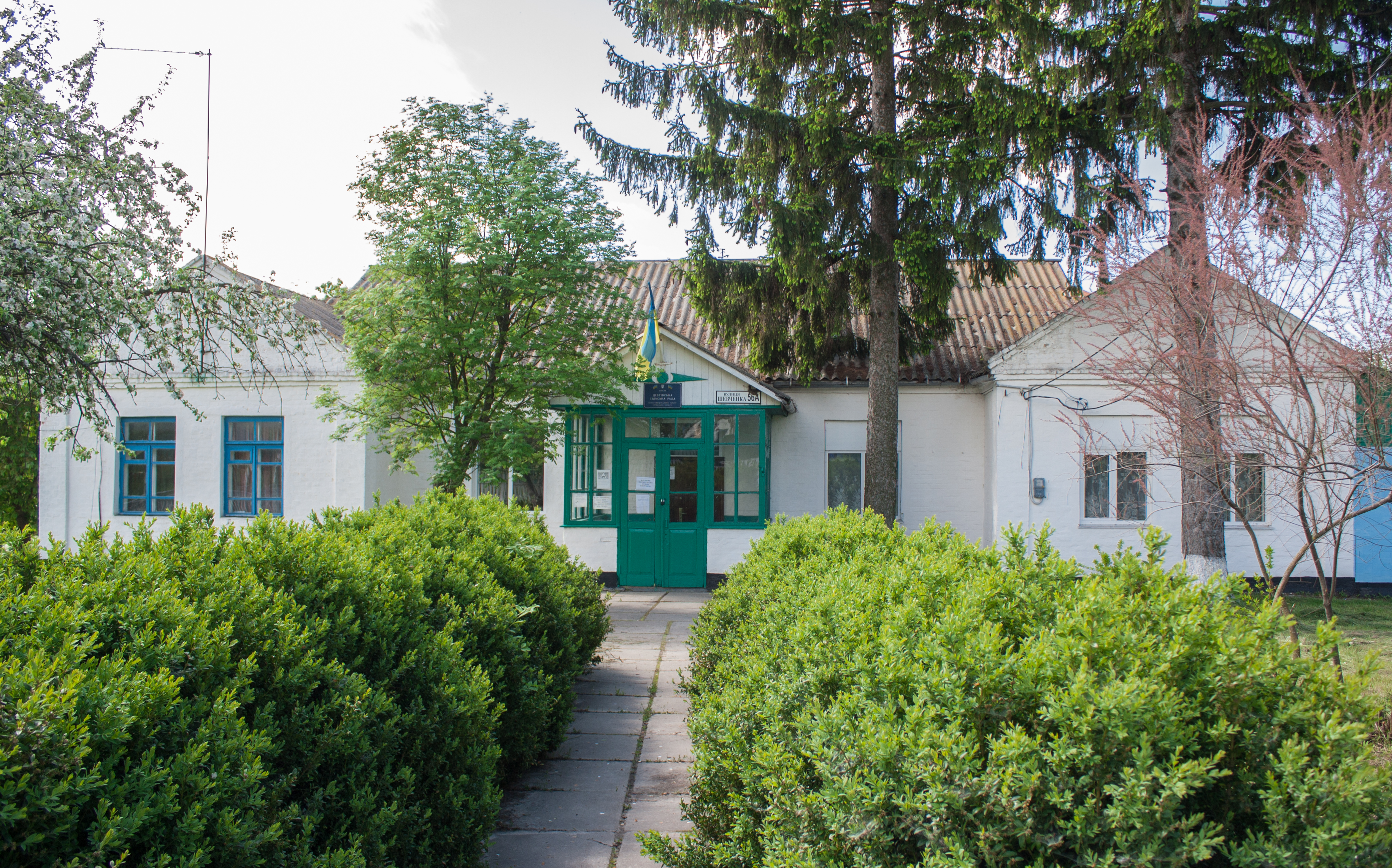
Сільська рада
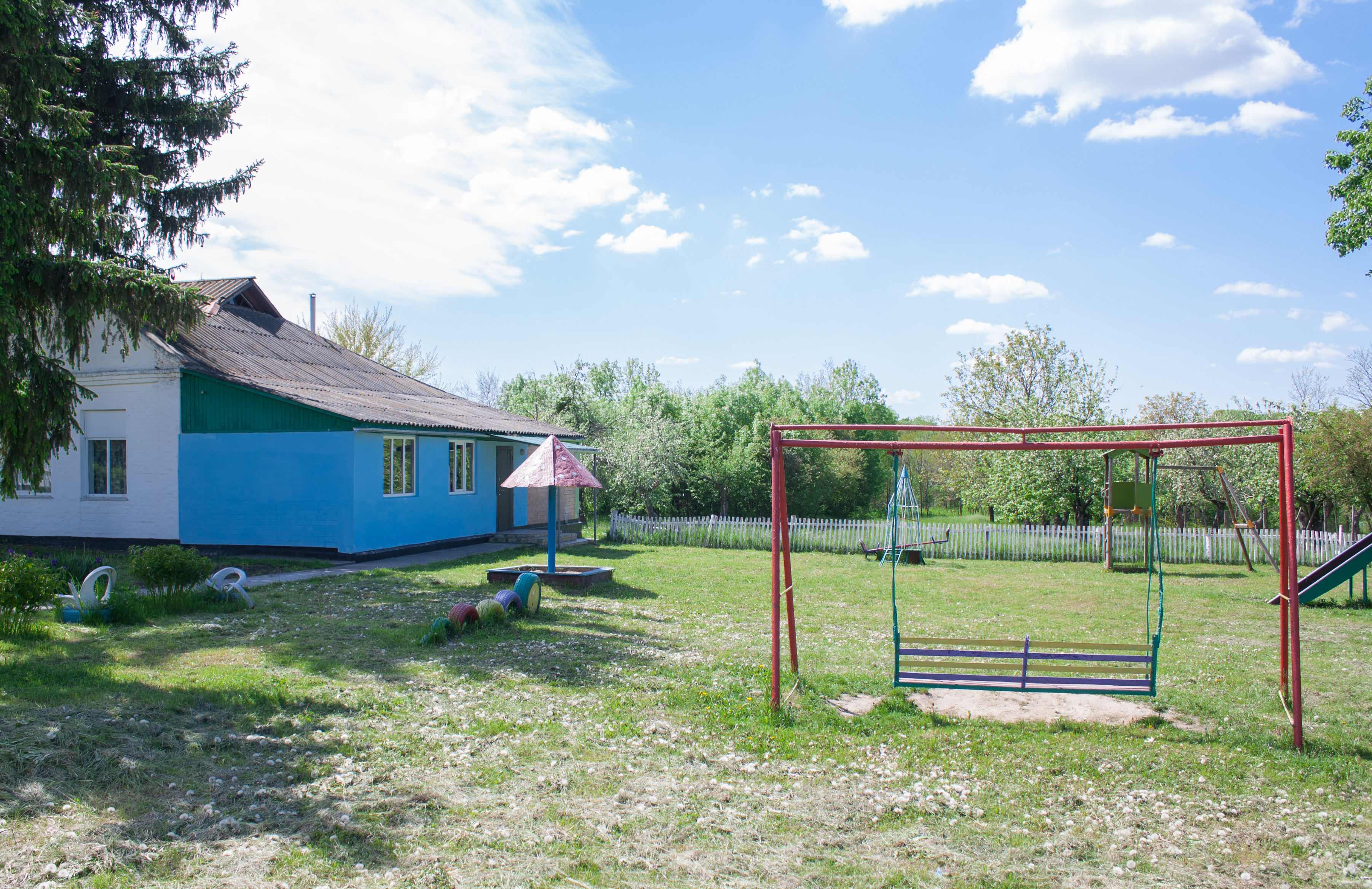
Дитсадок
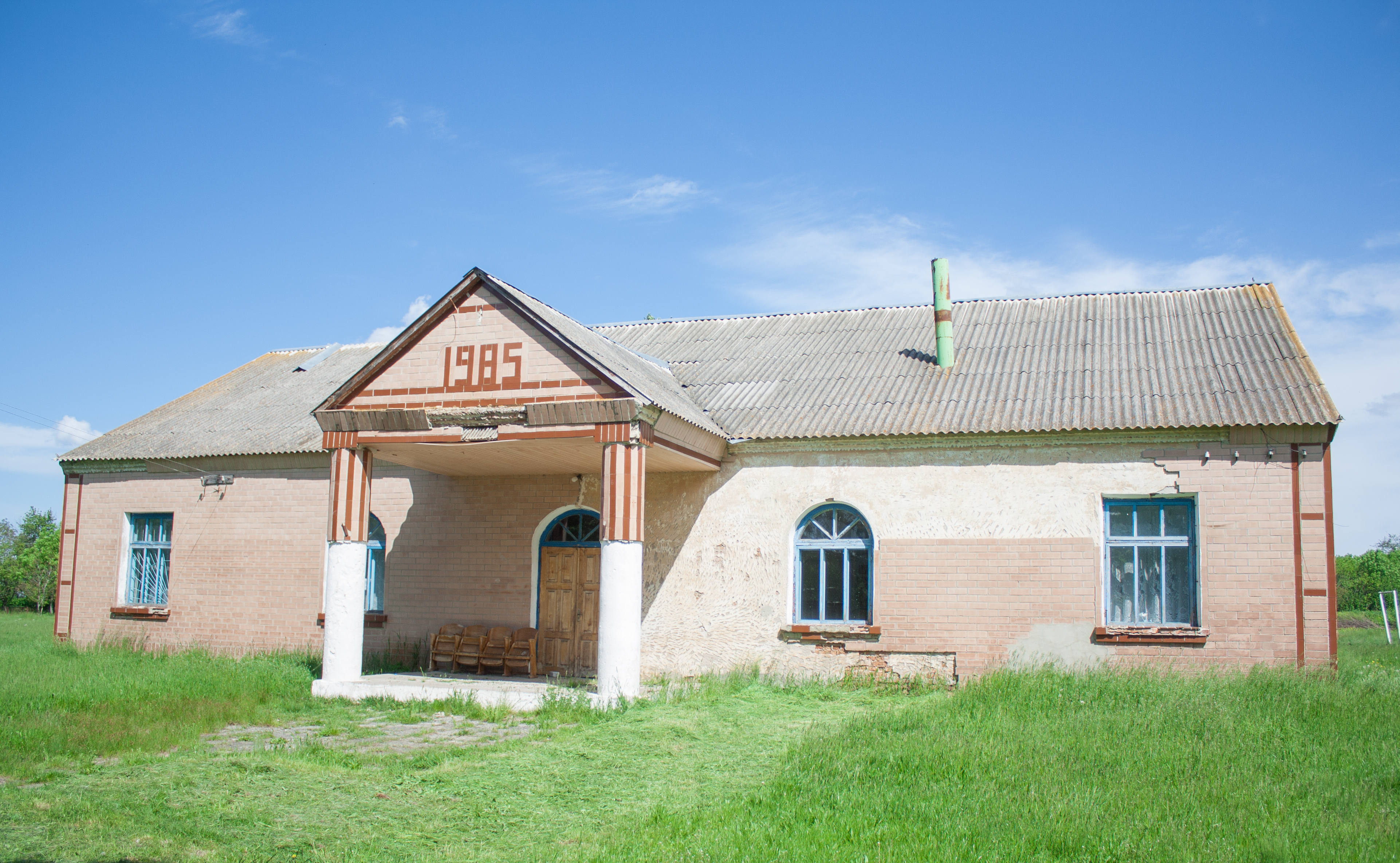
Будинок культури
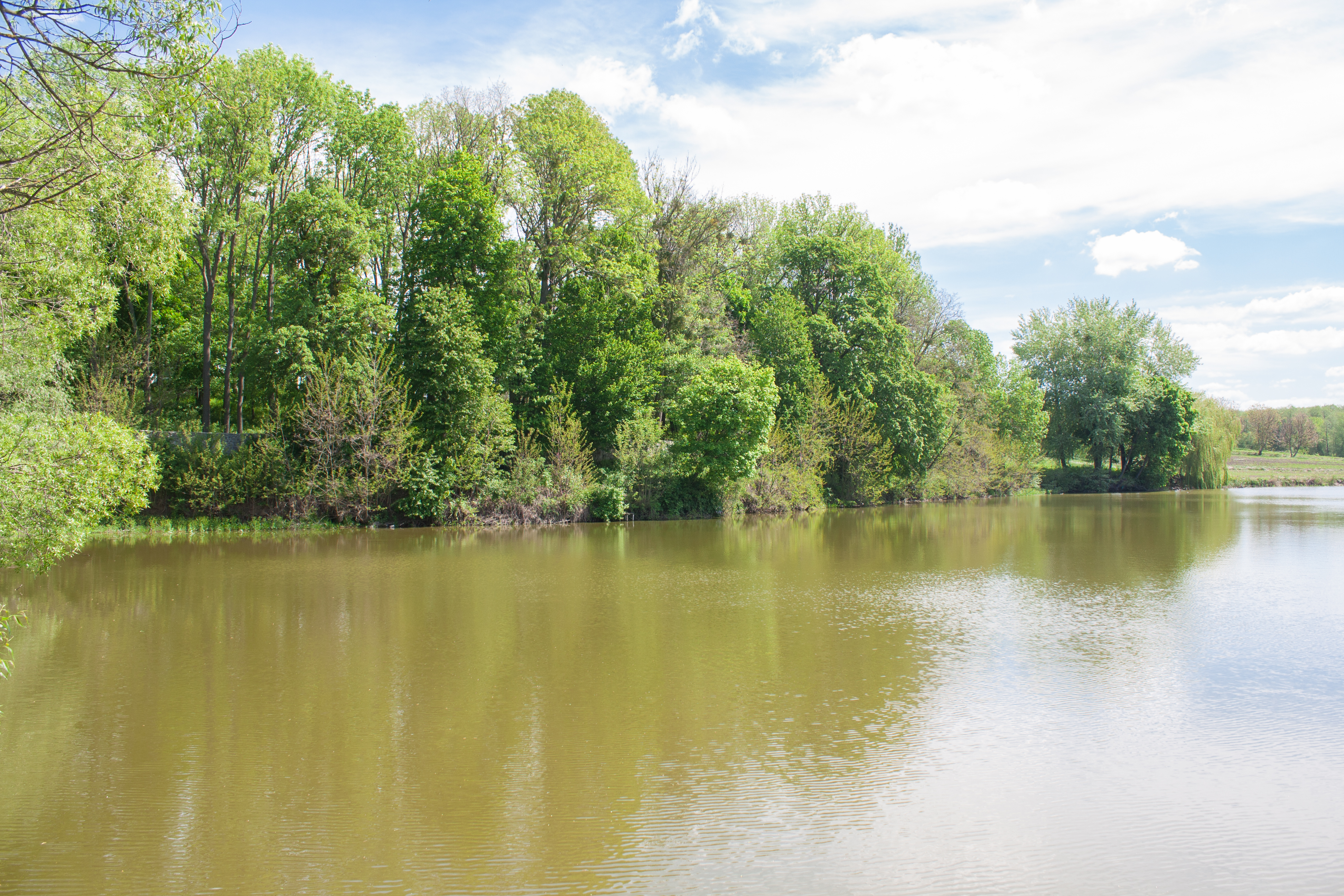
Ставок і парк
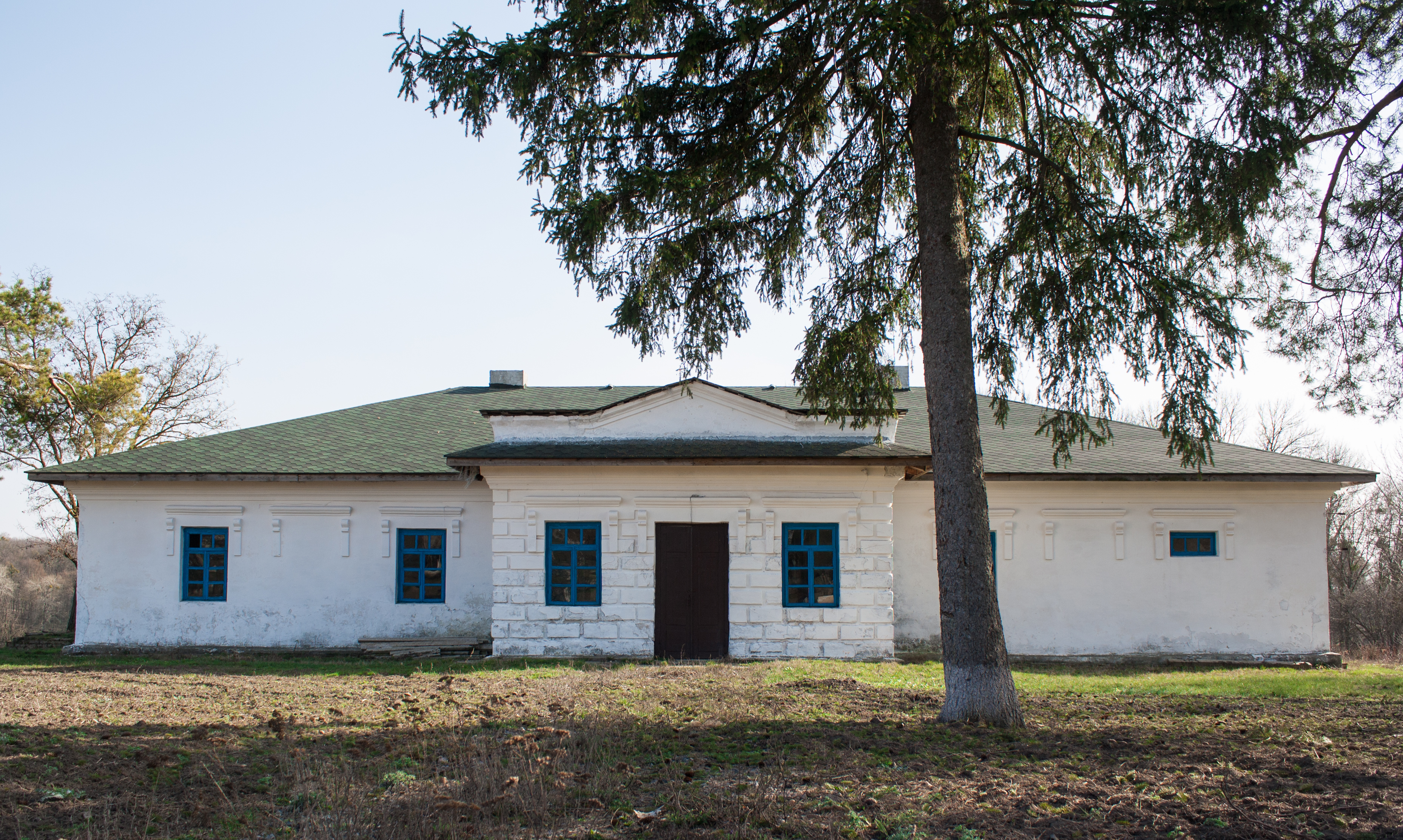
Садиба Драчевських (1845 р.)
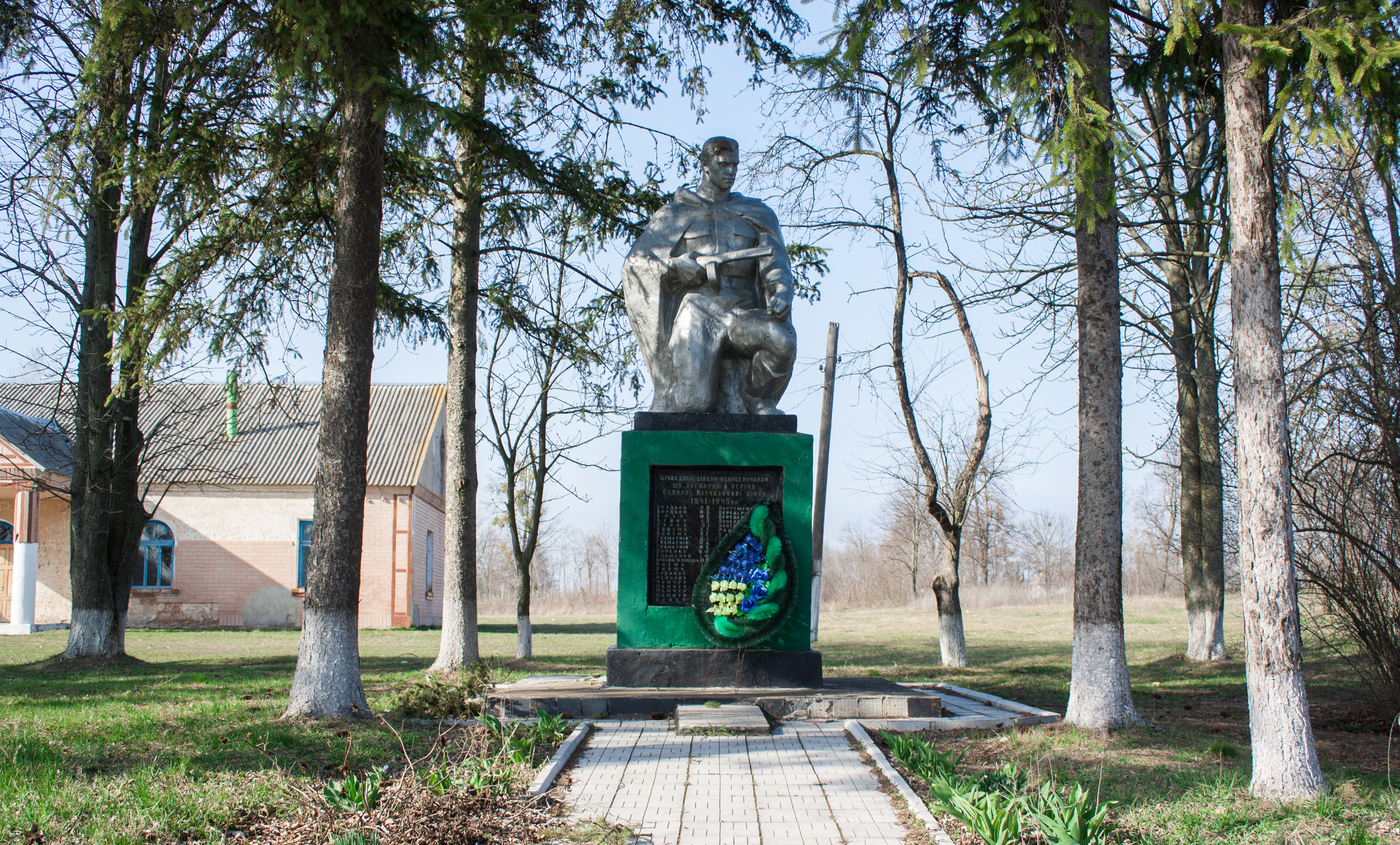
Пам'ятник воїнам-односельцям